# Székely Béla (újságíró)
Székely Béla (Bethlen, 1891. június 1. – Chascomús,, Argentína, 1955. december 9.) erdélyi magyar költő, publicista, pszichológiai szakíró.

## Életútja, munkássága
Főiskolai tanulmányait Nagyváradon és Budapesten végezte. 1919-ben Kolozsváron az Új Kelet alapítója, 1923. április 4-e és 1924. február 29-e között a lap igazgatója. 1921–22-ben felelős szerkesztőként jegyezte az 5 Órai Újságot. Aktív részt vállalt az Erdélyi Zsidó Nemzeti Szövetség tevékenységében, ennek keretei között megszervezte az Aviva zsidó leány-világmozgalmat. 1926-tól Magyarországon, majd 1938-tól Argentínában élt.
Első könyve, a Számvetések c. verskötet Budapesten jelent meg (1912). Magyarországon munkatársa volt Kassák Lajos Dokumentum és Munka c. folyóiratainak. 1934–35-ben, a mélylélektani irányzatok képviselőjeként szerkesztette az Emberismeret c. pedagógiai és grafológiai folyóiratot. A Te gyermeked (Budapest, 1925) c., a modern gyermekneveléssel foglalkozó könyvét Kolozsváron két kiadásban is megjelentették (1934, 1938).
Argentínában is szerkesztett magyar nyelvű lapot, Jövő címmel, s Az antiszemitizmus története (Budapest, 1936) c. könyvét saját fordításában portugál nyelven ott is megjelentette (Buenos Aires, 1940).

## Más munkái
- Számvetések. Versek; Dick, Bp., 1912
- Vajúdó ország. Könyv az épülő Palesztináról (Kolozsvár, 1925)
- Mittelmann ártatlan! (Marosvásárhely, 1925)
- A tg.-mureşi Dreyfus-ügy. Mi az igazság Mittelmann József bűnügyének revíziójában? (Marosvásárhely, 1925)
- Szedzsera. Kis somér-dráma; Múlt és Jövő, Wien, 1926
- A "G" osztály. Szenny, vér, halál; szerzői, Kolozsvár, 1931
- A Te gyereked... A modern gyermeknevelés kézikönyve; Bibliotéka, Bp., 1934
- A gyermekévek szekszuálitása; Pantheon, Bp., 1935
- Az antiszemitizmus pszichoanalízise; Emberismeret, Bp., 1936 (hasonmásban: 1992)
- Az antiszemitizmus és története; Tabor, Bp., 1936
- A te gyereked. Kézikönyv szülők és nevelők számára a lélektani alapokon nyugvó modern gyermeknevelésről; Pantheon, Bp., 1938